# 탭 다커
탭 다커(Tab Thacker, 1962년 3월 10일 ~ 2007년 12월 28일)는 미국의 배우, 기업가, 레슬링 선수, 영화배우이다. 키 193cm 몸무게 202kg의 엄청난 거한이다.
1980년 청소년 레슬링 대회 그레코로만형 무제한급에서 우승했다. 이를 계기로 유명해져 레슬링 선수로 활동하다가 짐 드레이크의 추천을 받아 배우로 데뷔했다.
미국에서 태어났으며 롤리에서 사망하였다. 사인은 당뇨병이다.

## 영화
- 폴리스 아카데미 5 - 마이애미 비치 임무 (1988년)
- 폴리스 아카데미 4 - 시민 순찰대 (1987년)
- 꾸러기팀 (1986년) - 필립 핀치 역
- 시티 히트 (1984년)